# Moss Bluff
Moss Bluff är en ort (CDP) i Calcasieu Parish i Louisiana. Vid 2010 års folkräkning hade Moss Bluff 11 557 invånare.

## Kända personer från Moss Bluff
- Johnny Rebel, musiker